# オデオンレコード
オデオンレコード（Odeon）は、1903年にドイツで設立されたレコード会社である。社名は、フランス・パリにあるオデオン座に由来する。

## 概要
1903年にドイツの「インターナショナル・トーキング・マシーン（International Talking Machine Co. m.b.H.）」社のもとで設立された。
1911年、インターナショナル・トーキング・マシーン社は（パーロフォンなどのレーベルを保有する）カール・リンドストレーム社に買収された。1926年には英コロムビアに買収される。英コロムビア社は1931年にグラモフォン社（HMVレーベルなどを保有）と合併し、EMIとなった。
イギリスと北米地域を除く多くの国で、ビートルズの所属レーベルとして使用され、日本でもビートルズの現役時代、東芝音楽工業株式会社（現・ユニバーサルミュージック合同会社）からリリースされたレコードには、本来のパーロフォンのロゴの代わりにオデオンのロゴが使われたことで知られている（アップル・レコードが設立されると、カタログは順次アップルのロゴに置き換えられたが、1970年代後半～1990年代後半までは再びオデオンのロゴが使用されていた（厳密には上部に「EMI」のロゴが併記されている） ）。

## 由来
フランス・パリの劇場の名前から取ったものである。

## 沿革
- 1903年 - ドイツ・ベルリンに於いて、マックス・ストラウスとハインリヒ・ツンツによって設立。
- 1904年 - 仏オデオンレコードが両面盤レコードをライプツィヒの見本市に出展。
- 1911年 - カール・リンドストレーム社（パーロフォン・レコードを所有）に買収される。
- 1926年 - カール・リンドストレーム社、英コロムビア（後の英EMI）に買収される。
- 1939年 - ドイツ国内のオデオン・レーベルとエレクトローラはナチスの管理下に置かれた。
- 2013年 - ユニバーサル ミュージック グループがEMIのレコードレーベル部門を買収する。しかし、欧州委員会が欧州連合競争法に抵触することを理由に資産の一部の売却を命じたため、EMIのイギリス、ベルギー、チェコ、デンマーク、フランス、ノルウェー、ポーランド、ポルトガル、スロヴァキア、スペイン、スウェーデン部門がユニバーサル・ミュージックから分離され、パーロフォンの商標とともにワーナー・ミュージック・グループに買収された。これに伴い、該当するレーベルのオデオン時代の音源もワーナー・ミュージック・グループが保有している。

## 世界におけるオデオン・レーベル
ドイツから始まったオデオンレコードは、そのロゴとともに世界中へ拡散していった。

第二次世界大戦の影響や、断続的に続いた音楽業界の再編などに伴い、オデオンのロゴを冠したレコードは徐々に消えていったが、フランス、日本、ブラジル、トルコ、アフリカ諸国などでは、EMI傘下の主要ブランドの一つとして戦後も使われ続けたり、戦後から新たなレーベルとして再出発するケースが見られた。

### ドイツ
オデオン・レコードの生みの親である「インターナショナル・トーキング・マシーン（International Talking Machine Co. m.b.H.）」社は、1903年にアメリカ人のフレデリック・M・プレスコット（Frederick M. Prescott）によって、ベルリンのヴァイセンゼー地区に設立された。
1900年代半ば、インターナショナル・トーキング・マシーンはイタリアのレーベル、フォノティピアと契約を結び、フォノティピアの親会社「ソシエタ・イタリアーナ・ディ・フォノティピア」にスタジオとエンジニアを提供し、フォノティピアのレコードの独占プレス権と販売権を握った。それとともに著名な歌手や器楽奏者の録音を数多く行い、オデオンにソプラノ歌手リリー・レーマンが、フォノティピアにはヤン・クベリーク等が録音した。
1911年、インターナショナル・トーキング・マシーン社は、提携していたイタリアのフォノティピアと共にカール・リンドストレーム社（Carl Lindström A.-G.）に買収されたが、オデオンの商標は存続した。
1926年、リンドストレーム社は英コロムビア（後の英EMI）に買収される。
1936年から1945年まで、リンドストレーム社はナチスが任命した人物によって経営され、オデオンは英EMIから独立して運営された。第二次世界大戦が発生すると、リンドストレーム社のインフラと工場は1945年までに破壊された。1951年、EMIのもと「Carl Lindström GmbH」の名で再建され、オデオンのレコードをプレスした。
1972年、リンドストレーム社は同じEMI傘下のエレクトローラと合併し、「EMIエレクトローラ（EMI Electrola GmbH）」となった。
2012年9月21日、エレクトローラおよびEMIのドイツ事業がユニバーサル ミュージック グループ（UMG）に売却された。2024年の時点で、ドイツのオデオンはUMGドイツ支社「Universal Music GmbH」内のレーベルとして存続しており、ラインハルト・メイがオデオンから新譜を発表している。

### 日本
1930年、「日本オデオン株式會社（本社：銀座6丁目交詢ビル内）」が、オデオンレコードの製作・発売を開始した。同年7月から邦楽盤の販売も開始。霞町勝太郎や田谷力三らが録音を残したが、1931年、イリス商会が設立したパルロフォンレコードに吸収された。イリス商会のパルロフォンレコードは、本国のパーロフォンが英コロムビア傘下であった都合上、1933年8月にレコードの製作を中止。原盤を日本コロムビアに引き継いだ。
1963年1月、当時EMI（オデオンの親会社）の日本での発売元だった東芝音楽工業（後の東芝EMI → EMIミュージック・ジャパンを経て、現在のユニバーサル ミュージック合同会社）は、EMI傘下の英コロムビア・レコードの日本配給権が日本コロムビアから東芝に移行したのを受け、それまでクラシック・ポピュラー問わずヨーロッパのEMI系列の洋楽の音源全般を統括していた「エンジェル・レコード」を、クラシック系アーティストは引き続き「エンジェル・レコード」に、ポピュラー系アーティストは「オデオン・レコード」に移動させて、ヨーロッパ圏の洋楽レコードの販売を開始した。「エンジェル・レコード」は天使のイラストを使ったレーベル・デザインで、他の国のレーベルロゴデザインとほぼ同じだが、「オデオン・レコード」は他の国で多く使われていた劇場のイラストを使ったものではなく、「Odeon」の「O」の文字をレコードの溝に模した形の、日本独自のレーベル・デザインになっている。
東芝音楽工業のディレクターで、日本でのビートルズ人気を仕掛けた高嶋弘之が、洋楽担当としてビートルズを売り出すにあたり、当時の東芝音楽工業にあった「エンジェル・レコード」などの既存の洋楽レーベルではグループのイメージに合わないと考え、世界中のEMI系列のレコード会社が擁したレーベルから探したところ、この時点で日本では設立されたばかりで、特定のアーティストの色も付いておらず、響きも良かった「オデオンレコード」を、ビートルズのレコードに使用するようになった。
高嶋は「日本のオデオンレコード」は、日本で「独自に作った」「適当につけた」もので、海外での「オデオンレーベル」と、日本とでは「ロゴの形も扱う音楽も全然違う」、「日本のオデオン（レーベル）はあっち（海外）とは無関係に独自で発展したもの」と後年になって証言しているが、前出の通り日本のオデオンレコードは、ビートルズの日本でのデビュー前に既に設立されており、実際には諸外国のオデオンレコードの扱いに準拠したものと考えられる。

### フランス
1896年9月28日、シャルル・パテ（Charles Pathé）、エミール・パテ（Émile Pathé）、テオフィル・パテ（Théophile Pathé）、ジャック・パテ（Jacques Pathé）のパテ4兄弟がパリにフォノグラフ（蓄音機）・レコードを販売する「パテ兄弟商会」（Société Pathé Frères）を設立した。
1928年に英コロムビア社（コロムビア、オデオン、パーロフォン、エレクトローラなどのレーベルを有する）に買収されたパテは、シャトゥーのレコード工場でオデオンレコードを製造。1929年にはマルコニフォン社（イタリアの物理学者グリエルモ・マルコーニが設立した無線機器の製造を専門とする会社）を買収した。
1936年、英コロムビア系列のパテ・レコードと、英グラモフォン系列の仏グラモフォン（1899年設立。La Voix de son Maîtreなどのレーベルを有する）が合併。英EMI系列の企業としてパテ・マルコーニ（Les Industries Musicales Et Electriques Pathé Marconi）が誕生した。
1940年代から1950年代にかけて、イヴ・モンタン、レオ・フェレ、バルバラらがオデオンレコードに録音を残した。
パテ・マルコーニで取締役を務めたアルベール・ベルナール（Albert Bernard）がArteco（Art, Technique et Commerce）社を設立、1960年代初頭からフランスにおけるオデオンレコードやブルーノート・レコードなどの発売元を務めた。
1963年2月1日、フランスにCBSレコードが設立された。これは、米CBSレコードがArteco社を買収して実現したもので、Artecoの全カタログがCBSに移管されるとともに、オデオンの商標は漸次CBSの商標に置き換えられた。前述のイヴ・モンタン、レオ・フェレ、バルバラらのオデオン時代の旧譜も、CBSレコードのロゴに差し替えたうえで再発売された。
1964年1月29日、パテ・マルコーニのスタジオでビートルズが「キャント・バイ・ミー・ラヴ」を録音。フランスではシングルカットされ、オデオンレコードから発売された。
少なくとも1966年からはオデオンレコードの商標をパテ・マルコーニが使うようになり、Arteco社は1967年1月1日付でCBS Disques S.A.に社名を変更した。
1972年、パテ・マルコーニは社名をパテ・マルコーニEMI（Pathé Marconi EMI）に変更。1990年にはEMIフランス、1994年にはEMIミュージック・フランスへと社名を変えた。その間もオデオンレコードの商標は存続し、1990年代なかばからはオデオンレコード、オデオン・サウンドトラックス、オデオンTVからなる「オデオン・レーベル・グループ」（Odeon Label Group）を形成。2000年まで旧譜を復刻（リイシュー）したり、コンピレーション・アルバムを製作したりした。
2013年、EMIミュージック・フランスはワーナー・ミュージック・グループに売却され、パーロフォン・ミュージック・フランスと改称された。
それ以来、パテ・マルコーニやEMIミュージック・フランスのカタログのほとんどは、ワーナー・ミュージック・フランスのレーベルに統合された。

### トルコ
オデオンの生みの親であるドイツのインターナショナル・トーキング・マシーン・カンパニーは、1905年にはトルコ語の歌を録音していた。
ロシア人の両親のもとにレバントで生まれたユダヤ系のユリウス・ブルメンタール（Julius Blumenthal）とヘルマン・ブルメンタール（Hermann Blumenthal）兄弟は、イスタンブールで蓄音機商を営み、トルコとエジプトでオデオンの販売代理人を務めていた。
兄弟はオデオンに不満を持ち、1910年末ごろにトルコ初のレコード会社と言われるOrfeon Recordを立ち上げた。それから間もなくフェリキョイにトルコ初のレコード工場を設立。工場の監督として、アメリカの機械技師ジョン・オズグッド・プレスコットと契約した（ジョン・プレスコットは、インターナショナル・トーキング・マシン・カンパニーの創設者フレデリック・M・プレスコットと兄弟関係）。
1916年になると、これらの会社の設立と経営に携わっていたヤック・グリューンベルク（Jak Grünberg。ウクライナのベルディーチウ地域出身のユダヤ人）が独立を希望。ドイツに赴き、トルコにおけるオデオンの販売権を獲得した。
1920年代に設立された「Gramofon Limitet Şirketi」は、オデオンレコードのほかに、HMVのレコードを「Sahibinin Sesi」の商標で製造。1970年代まで存続した。
オデオンは1974年にPlaksan A.Ş.を設立。レコード盤に加えてカセットテープの製造を開始し、1992年にトルコ初のCD工場を開設した。
トルコのオデオンレコードは、グリューンベルク家による家族経営が続いた。1936年にヤック・グリューンベルクが亡くなったあとも、息子のヒューゴ（Hugo）とレオン（Leon）が運営にあたった。ヒューゴが会社の渉外を担当し、レオンが生産と販売を担当した。1971年にヒューゴが亡くなった後は、レオンが会社の経営を続けた。1980年代から1990年代にかけて一時活動を停止したのち、1990年代後半からは、旧譜を再発売する「Odeon Koleksiyon」が発足。
2011年、トルコ・オデオンのコレクションがグリューンベルグ家によってAvrupa Müzik（1998年設立）に売却された。

### ブラジル
ボヘミア（現在のチェコ）出身のフレッド・フィグネル（Fred Figner）が、リオデジャネイロに蓄音機やレコードを販売する「カーザ・エジソン」を創業した。当初は海外製のレコードを販売していたが、1902年からは、ブラジルで録音した音楽をレコード化して販売するようになる。当時のブラジルにはレコードをプレスする工場がなかったため、ブラジルで録音した原盤は欧州（特にベルリンにあったゾノフォンやオデオンレコードの工場）まで運ばれ、そこでプレスされた（ゾノフォンやオデオンの商標が印刷してある）レコードがブラジルに届けられていた。
フィグネルはオデオンの親会社であるカール・リンドストレーム社と合同で1913年、ブラジル初のレコード工場ファブリカ・オデオン（Fábrica Odeon）を設立。リンドストレーム社系列のトランスオセアニック・トレーディング社（Transoceanic Trading Company、1931年からEMI系列へ）が管理した。
1917年にドンガ＆マウロ・ジ・アルメイダ作の楽曲「ペロ・テレフォーニ」を発売。これがブラジルで録音された最初のサンバと見なされている。
1942年、EMI系列のブラジル企業（Indústrias Elétricas E Musicais Fábrica Odeon S.A.）がトランスオセアニック・トレーディング社を吸収合併。
1974年からは社名を「EMI-オデオン（ポルトガル語: EMI-Odeon Fonográfica, Industrial e Eletrônica）」として新譜の発売を続けた。2012年に親会社のEMIがユニバーサル ミュージック グループに売却されたことに伴い、カタログがユニバーサル ミュージック グループの傘下に入った。

### アルゼンチン
1919年11月、「The Argentine Talking Machine Works」が誕生。オデオン・レーベルのレコードがアルゼンチン国内で生産されるようになる。
1920年に、オデオンのサブレーベルとして「ディスコ・ナシオナル（スペイン語: Disco Nacional）」が誕生。1923年には「ディスコ・ナシオナル・オデオン（スペイン語:Disco Nacional Odeon）」へ社名を変更する。
しかし、1934年1月にアルゼンチンの法律で「ナシオナル（＝スペイン語で国家の、国民の、国有の～を意味する）」の単語を非政府機関が使用することが禁止されたため、社名を「ディスコ・クリオーリョ・オデオン（スペイン語:Disco Criollo Odeon）」へ変更する。
1936年からは「Industrias Eléctricas Y Musicales Odeón」がオデオンのロゴを使いレコードを発売した。
1970年代に社名が「EMI-Odeon S.A.I.C.」に変更された。EMI-Odeon S.A.I.C.は、2012年に親会社のEMIがユニバーサル ミュージック グループに売却されるまでの間、オデオンの名を社名に冠し、経営を続けた。